# بولدسایخانی خونگورزول
بولدسایخانی خونگورزول (به مغولی: Болдсайханы Хонгорзул؛ متولد ۲۷ مهٔ ۲۰۰۱) کشتی‌گیر آزادکار اهل مغولستان است. وی سابقه حضور در المپیک ۲۰۲۰ توکیو و المپیک ۲۰۲۴ پاریس را دارد.